# Rosselange
Rosselange là một xã trong vùng Grand Est, thuộc tỉnh Moselle, quận Thionville-Ouest, tổng Moyeuvre-Grande. Tọa độ địa lý của xã là 49° 15' vĩ độ bắc, 06° 04' kinh độ đông. Rosselange có điểm thấp nhất là 164 mét và điểm cao nhất là 331 mét. Xã có diện tích 5,35 km², dân số vào thời điểm 2005 là 3113 người; mật độ dân số là 582 người/km².

## Thông tin nhân khẩu
| 1962  | 1968  | 1975  | 1982  | 1990  | 1999  |
| ----- | ----- | ----- | ----- | ----- | ----- |
| 3 906 | 4 485 | 3 923 | 3 601 | 3 242 | 3 101 |